# Перехідна Ісламська Держава Афганістан
Перехідна Ісламська Держава Афганістан   , відома також як Перехідна адміністрація Афганістану      або Перехідний уряд Афганістану   — тимчасова адміністрація Афганістану. Заснована Лойя-джирга у червні 2002 року. Вона прийшла на зміну початковій Ісламській Державі Афганістан і передувала створенню Ісламської Республіки Афганістан.

## Передісторія
Після вторгнення в Афганістан конференція кількох афганських лідерів у Бонні, організована ООН, призвела до призначення Тимчасової адміністрації в  Афганістані, під головуванням Хаміда Карзая. Однак ця Тимчасова адміністрація, яка не була широко представницькою, мала прослужити лише шість місяців, перш ніж її замінила Перехідна адміністрація. Перехід до цього другого етапу вимагатиме скликання традиційних афганських «великих зборів», званого Лойя джирга. Ця Надзвичайна Лойя Джирга обрала нового главу держави і призначила Перехідну адміністрацію, яка, у свою чергу, керуватиме країною ще не більше двох років, допоки «цілком представницький уряд» не буде обрано вільними та чесними виборами.

## Історія

### Вибори глави держави
Найважливішим, що мала зробити Лойя-джирга, було обрати президента Перехідної адміністрації, який би очолив країни до офіційних президентських виборів у 2004 році. Спочатку було заявлено два кандидати: колишній президент Афганістану та лідер Північного альянсу Бурхануддін Раббані та підтримуваний США голова афганського Тимчасова адміністрація Хамід Карзай. Карзая також підтримали Абдулла Абдулла та Мохаммад Фахім, два важливі лідери Північного Альянсу. Третій можливий кандидат – Захір Шах, колишній король Афганістану до 1973 року. Він багато років жив у Римі, але повернувся до Афганістану після падіння режиму Талібану. Вже на Боннській конференції, на якій було встановлено тимчасову адміністрацію, була група прихильників Захір-шаха, звана Римською групою, яка хотіла зайняти колишнього короля на посаду глави держави.
Після прибуття в Кабул понад 800 делегатів підписали петицію із закликом призначити Захір Шаха главою держави, хоча б як номінальний. Через спекуляції, викликані петицією, представники Сполучених Штатів та ООН вимагали від колишнього короля піти. Початок Лойя джирги було відкладено з 10 на 11 червня через «логістичні та підготовчі проблеми». 10 червня американський представник Залмай Халілзад дав прес-конференцію, де заявив, що Захір Шах не є кандидатом. Того ж дня на прес-конференції Захір-шаха колишній король підтвердив це і сказав: «Я не маю наміру відновлювати монархію. Я не є кандидатом на якусь посаду в Лойя джирзі». Хамід Карзай, який сидів поруч із Захір Шахом на прес-конференції, назвав Захір Шаха «батьком нації» і подякував йому за «довіру, надану мені Його Величністю». Наступного дня колишній президент Бурхануддін Раббані зняв свою кандидатуру на пост глави держави на користь Хаміда Карзая «заради національної єдності»
Таким чином, здавалося, що Карзай вступить у гонку за Главу уряду не заперечувався, але з'явилися ще два кандидати. Для участі у голосуванні на Лойя-Джирзі кандидат мав подати 150 підписів за свою кандидатуру. зібрав лише 101 підпис, тому він був дискваліфікований як кандидат. Колишній боєць моджахедів Мохаммед Асеф Мохсоні представив список з 1050 іменами для Карзая, а також Масуда Джалал, жінки-лікаря, що працює зі Світовою продовольчою програмою, і Махфоза Надаї, офіцера узбецької армії, поета і заступника уряду Міністр у бюлетені.
Вибори президента перехідної адміністрації були проведені таємним голосуванням 13 червня 2002 р. — із чорно-білими фотографіями кандидатів поруч із їхніми іменами. Хаміда Карзая було обрано переважною більшістю в 83 % і залишилося на посаді президента.

### Призначення міністрів уряду
18 червня, коли Карзай представить свій кабінет Лойя-джирге, він сказав Лойя-джирге, що йому потрібен ще один день, щоб скласти остаточний список.
19 червня, в останній день Лойя-джирги, Карзай оголосив на Лойя джирге імена 14 міністрів майбутньої перехідної адміністрації Афганістану, включаючи трьох віце-президентів. Він також призначив головного суддю. «Чи приймаєте ви цей кабінет? — запитав Карзай у Лойя джирги. Після того, як руки піднялися на підтримку, він сказав: "Всі прийняли це, і я цьому радий". Це викликало деякі розбіжності, оскільки делегати заявили, що не було належного голосування і що кабінет не був обраний демократичним шляхом, а був результатом політичних переговорів, паралельних Лойя джирге.
Усі три посади Названі віце-президенти Карзай були дані командирам Північного альянсу, хоча Карзай ретельно стежив за тим, щоб жоден із віце-президентів не був із тієї ж етнічної групи. Після проведення Лойя-джирги виникли деякі розбіжності щодо уряду, який назвав Карзай, і кілька імен було додано до списку до того, як 24 червня привели до присяги фактичний кабінет, щоб заспокоїти певні угруповання в Афганістані. 22 червня Карзай представив більше членів кабінету, внаслідок чого загальна кількість міністрів склала 29. Цей кабінет було засновано 24 червня 2002 року. Але через розбіжності довкола поста міністра у справах жінок цей пункт залишився вакантним. До кінця червня Карзай призначив радника зі Статистики Міністерства у справах жінок, а згодом і формального міністра у справах жінок. У ці останні дні червня Карзай додав ще двох віце-президентів та ще одного радника з національної безпеки. Більше пуштунське представництво
У тимчасовому уряді значною мірою домінували таджицькі воєначальники з Північного Альянсу, тому пуштуни більшість хотіли, щоб наступна перехідна адміністрація була більш представницькою. У початковій адміністрації 9 із 29 міністрів були пуштунського етнічного походження, у новій адміністрації з 30 міністрів було 13 пуштунських міністрів. Решта кабінету складалася з 7 таджиків, 3 узбеків, 2 хазарейців, 2 нехазарейських шиїтів та 1 туркмен. Кабінет польових командирів
Пастунський елемент в Перехідна адміністрація була сильніша, ніж тимчасова адміністрація, і Лойя-Джирга була призначена частково для посилення громадянського впливу в уряді. Однак у багатьох відношеннях військові угруповання та польові командири Афганістану посилили і ще більше узаконили свою владу під час Лойя-джирги. Під час і після Лойя-джирги офіційні особи армії та поліції погрожували, ув'язнювали і навіть убивали кандидатів, щоб завадити їм балотуватися на Лойя-джиргу або залякати їх від незалежних дій. Північний Альянс, як і раніше, домінував в уряді. Три віце-президенти, яких Карзай оголосив на Лойя-джирге, Халілі, Кадір та Фахім були командирами Північного Альянсу, хоча жоден з них не мав однакового етнічного походження. . Могутні таджицькі Джаміат-е Ісламі тріо Фахім, Кануні та Абдулла зберегли важливі посади в новому кабінеті.
Могутній воєначальник Ісмаїл Хан не входив до складу адміністрації, але його представляв його син Мір Вайс Саддік. Однак Саддіка було вбито у 2004 році, коли він обіймав посаду міністра. Інший могутній воєначальник, узбек Абдул Рашид Дустум також не входив до складу кабінету міністрів, однак у перехідній адміністрації на одного узбека було більше, ніж у тимчасовій адміністрації.
Через роки після приходу до влади президент Карзай доклав певних зусиль, щоб обмежити найгірші наслідки панування польових командирів, наприклад, замінивши відносно слабкого пуштуна, який очолював міністерство внутрішніх справ, більш реформаторським — Алі Ахмад Джалалі, які мислять. Додавання роялістів
На Лойя джирге Карзай назвав колишнього короля Захір Шаха Батьком нації. Однак деякі прихильники короля вважали, що почесного титулу королю недостатньо, і вони швидше бачили його на офіційній посаді президента, а Карзая - на посаді прем'єр-міністра. Крім того, два прихильники королів Хедаят Амін Арсала та Абдул Расул Амін втратили становище, яке вони займали у тимчасовому уряді. Оскільки члени, лояльні Захір Шаху, об'єднані в «римську групу», думали, що у них менше впливу, Карзай додав наприкінці червня Залмай Расул як радник з безпеки та Амін Арсала як п'ятий віце-президент. Інтелігенція із західною освітою
Карзай також був під тиском, щоб поставити в адміністрацію високоосвічених афганців, які стали біженцями під час комуністичного правління або правління Талібану в Афганістані та здобули освіту в західних університетах. Найвидатнішою людиною, яку Карзай поставив до своєї адміністрації, був Ашраф Гані, який працював у Світовому банку міністром фінансів. Джума Мохаммеді, який став міністром шахт також був співробітником Світового банку. Новий міністр внутрішніх справ, Тадж Мохаммад Вардак, мав американське громадянство, як і Алі Ахмад Джалалі, який змінив його на посаді міністра внутрішніх справ у січні 2003 року. Опозиція з боку Юнуса Кануні
Через це питання про пуштун як представник Юнус Кануні, один з важливих лідерів Північного Альянсу, сказав на відкритті сесії, що він йде з посади міністра на важливій посаді внутрішніх справ, тому Карзай міг посилити національний уряд, розширивши його етнічний склад. Юнус Кануні, колишній міністр внутрішніх справ, був незадоволений призначеною йому посадою міністра освіти, оскільки він очікував стати чимось на зразок прем'єр-міністра. Кануні сказав, що він взагалі не розглядає можливості приєднатися до уряду. Пересічні панджшерські війська, що домінують у міністерстві внутрішніх справ, 20 та 21 червня тимчасово заблокували дороги навколо комплексу міністерства внутрішніх справ у Кабулі та розмахували зброєю, щоб продемонструвати свою лояльність до Кануні. Вони відмовили новому міністру внутрішніх справ, 80-річному Таджу Мохаммаду Вардаку, у доступі до Міністерства внутрішніх справ. Після того, як Карзай призначив Кануні спеціальним радником з безпеки, завдяки якому він зберіг неофіційний контроль над афганським розвідувальним апаратом і став де-факто керівником Вардака, він все одно вирішив приєднатися до адміністрації, але також сформував партію поза урядом і балотувався в президенти. на наступних виборах. Справи жінок
Були також суперечки навколо посади міністра у справах жінок: тимчасовий міністр у справах жінок Сіма Самар була дуже відвертою, їй погрожували і скаржилися на сюди, які були подані Верховним судом, який врешті-решт вирішив не пред'являти їй звинувачення в богохульстві. Оскільки на Лойя джирге Самара не було у списку, спочатку не було призначено міністра у справах жінок. Пізніше Карзай призначив уряд Махбубу Хукукмал державним представником у міністерстві у справах жінок, а потім Хабібу Сарабі формальним міністром у справах жінок. Вбивство Абдула Кадіра
Віце-президентом пуштунів був Абдул Кадір, один із небагатьох командирів Північного Альянсу пуштунського етнічного походження. 6 липня 2002 р. Кадір та його зять були вбиті бойовиками внаслідок раптового нападу з невідомим мотивом. У 2004 році одна людина була засуджена до страти, а двоє інших - до тюремного ув'язнення за вбивство.